# Afrikaanse reuzenslakkenkwekerij

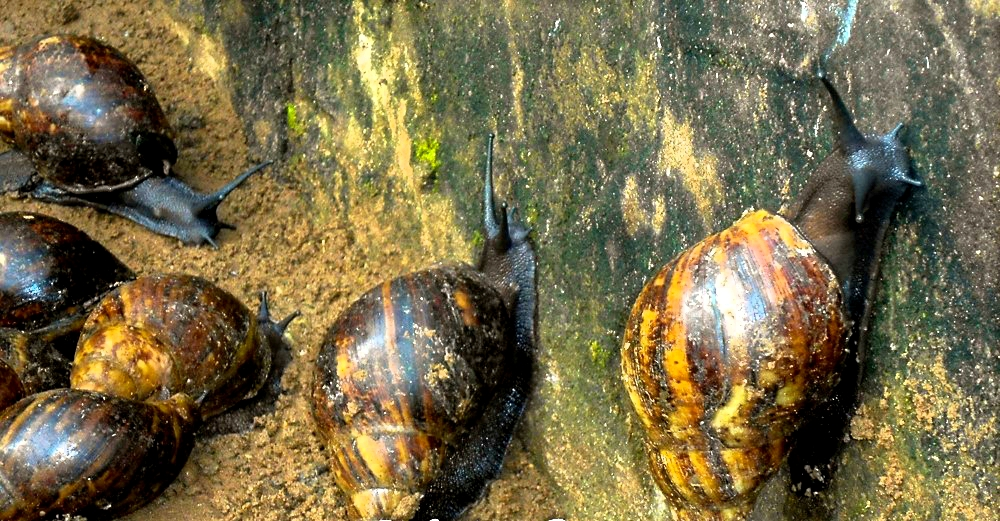
Een kijkje in een Afrikaanse reuzenslakkenkweekbak

Een Afrikaanse reuzenslakkenkwekerij is een kwekerij waar de Tijgerslak, Grote agaatslak, of West-Afrikaanse reuzenslak gekweekt wordt. De kweek van agaatslakken wordt in analogie met de helicicultuur, dat gericht is op de kweek van slakken uit de Helicidae-familie, ook wel achatinicultuur genoemd.

## Opbouw van de kwekerij

### Landkeuze

#### Klimaatzone
Afrikaanse reuzenslakken hebben een warm vochtig klimaat met weinig fluctuatie nodig om actief te blijven. Als die klimaat niet gewaarborgd wordt neemt de kans toe dat het gaat estiveren, hetgeen niet in het belang van de kweker is. Het klimaat dient daarom gedurende het hele jaar in de volgende marges te zitten. Temperatuur tussen 25 en 30 graden; een constante daglengte (daglicht) van 12 uur en relatieve luchtvochtigheid van 75 tot 95%. Dit zijn de condities die het best overeenkomen met de tropische regenwoudklimaatzones.
Tenzij men de middelen heeft voor een investering in een indoorkwekerij, betekent dit dat de kwekerij zich in de tropische regenwoudzones moet bevinden, wil het productief zijn.

#### Grondsoort
Grond is een belangrijk deel van de slak zijn habitat. Hij onttrekt het benodigde materiaal voor de bouw van zijn huis en water niet alleen van voedsel, maar ook van de grond. Voorts legt hij zijn eieren in de grond. Grond dient daarom kalkrijk en makkelijk te woelen te zijn. De grond moet niet te veel klei bevatten (het houdt te veel water vast gedurende regen en wordt hard als steen gedurende droogte), noch te veel zand (het houdt geen vocht vast) en het moet niet zuur zijn, want dat verhindert onder meer de ontwikkeling van het kalkhuis.

#### Type kwekerijen
Evenals in de reguliere helicicultuur wordt er onderscheid gemaakt tussen openlucht (extensive), gemixt (semi-intensive) en indoorkweken (intensive snail raising). Deze respectievelijke methoden zijn in toenemende mate complex, arbeids- en kapitaalintensief. Parallel hieraan wordt het voedingsregime bepaald.
Ongeacht het type kwekerij moet de behuizing dermate zijn dat slakken niet kunnen ontsnappen, voldoende ruimte biedt aan het aantal slakken dat men wenst te kweken, toegankelijk en werkbaar zijn voor de arbeiders, en moet ze bescherming bieden tegen roofdieren, insecten en onbevoegden. Met enige inventiviteit kan de behuizing van diverse materialen gemaakt worden, zoals hout, steenachtige materialen, golfplaten, kippengaas (bescherming), muggennetten (tegen insecten) en tweedehandse materialen zoals autobanden, olievaten en oude watertanks. In het geval van hout dient bijzondere aandacht gegeven worden aan de keuze van hout, omdat het weerbaar moet zijn tegen rot en termieten. Geschikte hardhoutsoorten die regionaal gevonden kunnen worden zijn bijvoorbeeld iroko, opepe en azobé in West-Afrika, terwijl in Zuid Oost-Azië palen gemaakt kunnen worden van teak.
De eenvoudigste, zogenaamde extensieve kwekerijen, kunnen gemaakt worden van autobanden en oliedrums, houten bakken, en scharrelparkjes.

## Exploitatie van de kwekerij

### Selectie van moederslakken

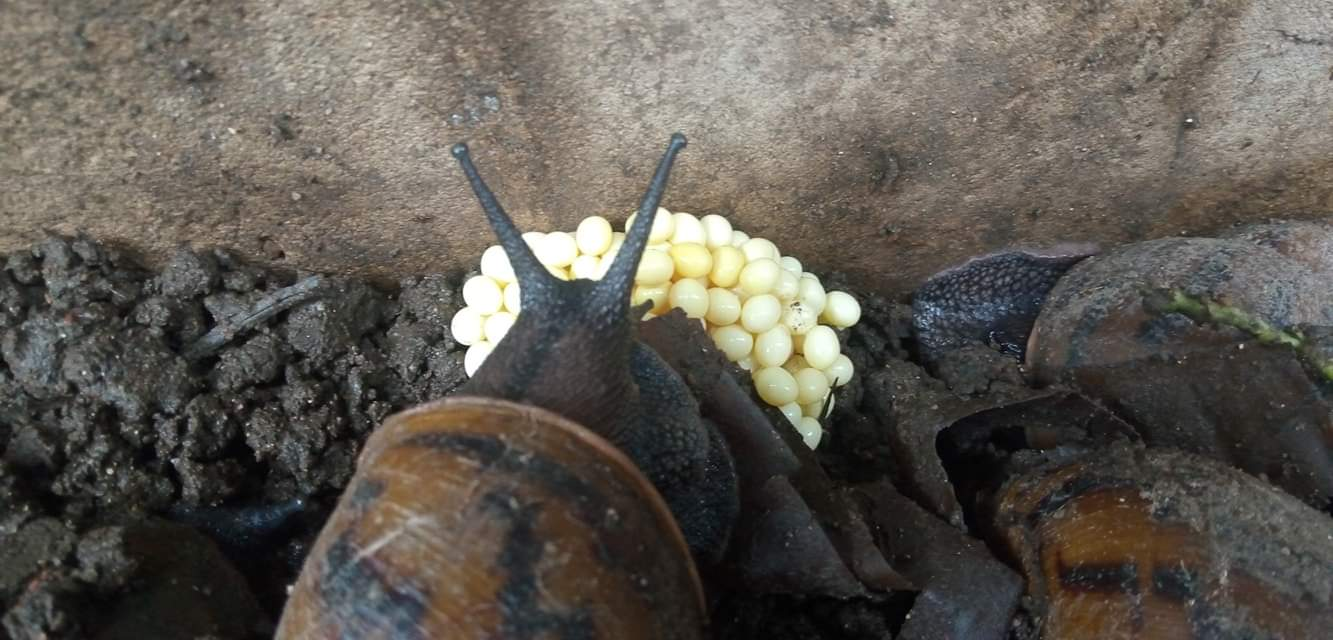
Een slak die zijn eitjes legt

Voor de moederslakken worden geslachtsrijpe dieren met een gewicht van minstens 100-125 g geselecteerd. De kweek begint bij voorkeur aan het begin van het regenseizoen, omdat slakken zich dan normaliter zich beginnen voort te planten.
Wanneer uit een bekende populatie gekozen kan worden, worden de moederslakken geselecteerd op basis van hun groeisnelheid en sterkte van hun huis, hun vruchtbaarheid (aantal eieren per seizoen), broedratio (aantal van hun gelegde eieren die daadwerkelijk uitkomen), en overlevingsratio van de babyslakjes.

### Vereisten per kweekfase
Terwijl in extensieve kwekerijen alle dieren met een dichtheid van 1 tot 1,5 kg/m² in enkele bakken gehouden kunnen worden, dienen in semi-intensieve en intensieve kwekerijen de moederslakken, babyslakken en juvenielen in aparte ruimtes gehouden te worden.
Broeders beginnen eieren te leggen wanneer ze geslachtsrijp zijn, dat is op de leeftijd van 10 tot 12 maanden. Ze moeten dan worden overgebracht naar hun eigen bakken met 10-15 slakken/m². De grond dient losgemaakt te worden om het leggen van eieren te vergemakkelijken. Het voedsel dient rijk te zijn aan ruw eiwit en calcium. Eitjes die aan de oppervlakte worden gevonden, moeten op een diepte van 1 à 2 cm begraven worden. Vóór het uitkomen van de eieren kan de grond boven de eieren losgemaakt worden om een gelijkmatig uitkomen te bevorderen. Om kannibalisme te voorkomen, dienen de moederdieren voor het uitkomen van de eitjes naar andere bakken overgeplaatst worden.
Babyslakken vereisen vochtigere omstandigheden dan volwassen slakken. Zij moeten gevoed worden met malse bladeren, zoals pawpaw en cocoyam, en een calciumsupplement voor een goede ontwikkeling van het huisje. De grond in hun ruimte dient vochtig gehouden te worden en er moet voldoende water voorhanden zijn. Babyslakjes kunnen met ongeveer honderd diertjes per vierkante meter gehouden worden.
De juvenielen van drie maanden oud worden met 30-40 slakken/m² verhuizen naar vetmestbakken. Ter bespoediging van hun groei kan hun reguliere voeding aangevuld worden met mengvoeder dat rijk is aan ruw eiwit, calcium en fosfor.
Volgroeide dieren die niet (langer) nodig zijn voor de kweek worden in de vetmestbakken gehouden tot ze klaar zijn voor verkoop of consumptie. Hiervoor wordt een gemiddelde leeftijd van twee jaar aangehouden, omdat de groei van de slakken na deze leeftijd vertraagt.
Bij de oogst worden de dieren in luchtige kisten tussen houtzaagsel- of versnipperde maisbladerlagen gelegd. Indien correct en koel opgeslagen kunnen ze zo zes tot acht weken bewaard worden.

### Aandachtspunten

#### Voeding
In een extensief systeem voeden slakken zich alleen met vegetatie die speciaal voor dat doel in hun hokken is aangeplant, zoals in scharrelhokken. In een semi-intensieve slakkenkweek wordt voedsel van buiten verstrekt aan nieuwgeboren dieren en mogelijk ook aan moederslakken die apart gehuisvest zijn. In een intensieve slakkenkwekerij krijgen alle slakken altijd, ongeacht de kweekfase, voer toegediend. In zeer intensieve kwekerijen worden de slakken gevoerd met een geformuleerd slakkenvoeder dat alle eiwitten, koolhydraten, mineralen en vitaminen bevat die nodig zijn voor een optimale groei.

#### Onderhoudswerkzaamheden

##### Hygiëne en onderhoud
Hygiëne is cruciaal en de behuizing van de kwekerij dient derhalve te allen tijde schoongehouden te worden. Dode slakken dienen onmiddellijk verwijderd te worden. Schoonmaak kan met water en natuurlijke en sterk verdunde schoonmaakmiddelen. Nimmer zal schoonmaak of pestbestrijding met insecticiden of herbiciden gedaan worden. Grond dient elke drie maanden vervangen te worden en bakken moeten voor elk nieuw gebruik grondig schoongemaakt worden.
Wanneer gaas of andere delen van de behuizing gebroken is dient het direct gerepareerd te worden. Een goede hygiëne en doeltreffend onderhoud is de beste verdediging tegen vijanden, parasieten en ziektes.

##### Vijanden, parasieten en ziektes
De slak bevindt zich aan de bodem van voedselpiramides en aan het einde van voedselketens. Hij heeft dan ook veel natuurlijke vijanden met in het bijzonder zoogdieren als ratten, veld- en spitsmuizen, en de mens (stropers), amfibieën zoals de hagedis, kikkers en padden, slangen, vogels als lijsters, kraaien, eenden, kalkoenen en insecten als carabide kevers, miljoen- en duizendpoten. Solide hekwerken zijn daarom van belang. Gif en vallen zullen buiten de perimeter van de kwekerij geplaatst moeten worden, ter voorkoming dat de slakken zelf slachtoffer worden van de pestbestrijding.
Parasieten zijn een moeilijker te bestrijden euvel. Er zijn gevallen van Alluaudihella flavicornis, een parasitaire vlieg, die eitjes in de openingen van de slak legt en waarvan de larven de gastheer wegeten. De beste bescherming tegen deze vliegen is de overdekking van de bakken met nylon gaaswerk. Mijten worden soms aangetroffen op inactieve slakken en lijken minder schadelijk te zijn.
Over ziektes bij de Afrikaanse slak is net zoals bij de tuinslakken weinig bekend. Er wordt aangenomen dat ze aan dezelfde bacteriën kunnen leiden als de tuinslakken. Deze zouden dan de Pseudomonas, die een dodelijke darminfectie veroorzaakt en snel door de slakkenpopulatie spreidt en het Fusarium -schimmel zijn die slakkeneieren onklaar maken.

#### Monitoring
In professionele slakkenboerderijen zal altijd gemonitord moeten worden. Mede de groeiratio's en broedproductie dienen geregistreerd te worden om de beste moederslakken te identificeren.

## Verwerking voor consumptie
Hoewel slakken die net geraapt zijn na schoonmaak direct geslacht kunnen worden, is het eenvoudiger en hygiënischer ze een dag of vier te laten vasten, voordat ze verwerkt worden.
De verwerking begint met de schoonmaak: de slakken worden gewassen in water aangelengd met zout en azijn of citroensap. De slakken scheiden hierdoor hun slijm af. Het water wordt weggegooid en het proces wordt herhaald totdat het water helder blijft.
Vervolgens worden de slakken in kokend water gedaan, aangelengd wederom met zout en azijn of citroensap. Dit koken duurt minstens vijf minuten en is van belang om ziektekiemen te doden die potentieel fataal voor de mens zijn, zoals de rondworm Angiostrongylus cantonensis.
Na de kook wordt het vlees uit het huis gehaald, de hemolymfe afgespoeld en de ingewanden (hart, maag, nieren, lever en darmen) verwijderd. Ook de kop wordt afgesneden. Het vlees is dan klaar voor verdere bereiding volgens het recept van keuze.